# 무라트 나시로프
무라트 나시로프 (Murat Nasyrov, 러시아어: Мурат Насыров; 위구르어: Murat Nasirow / مۇرات ناسىروۋ 1969년 12월 13일 ~ 2007년 1월 19일)는 러시아의 위구르족 팝 가수였다.
그는 발코니에서 뛰어내려 자살했다. 자살의 원인은 섭취한 LSD와, 그의 죽음 전에 몇 시간 동안 마셨던 상당량의 술을 가능한 해소하려 한 결과였다는 보고가 있었다. 진술에 따르면, 비록 시신의 부검이 어떤 알콜이나 마약의 흔적도 드러나지 않았을지라도, 사건은 모스크바에 있는 VIP 레스토랑 술집에서 발생했었다고 했다.
나시로프의 자살은 논쟁 중인 상태이다. 러시아 언론의 최근 보도는 가족과 친구들이 나시로프가 우울증도 없었고, 전에 결코 자살을 고려한적이 없다고 주장했기 때문에, 파울 플레이의 희생자였을지 모른다고 암시했다. 몇몇은 그가 클럽에서 와인잔 속에 LSD 정제를 받아서 그것을 마신 뒤, 환각을 경험하고 발코니를 뛰어내렸다고 추측한다.

## 참고
1. ↑  “Biography for Murat Nasyrov”. The Internet Movie Database. 2009년 5월 23일에 확인함.